# Deruta
Deruta est une commune italienne d'environ 9 500 habitants, située dans la province de Pérouse, dans la région Ombrie, en Italie centrale. Le village a obtenu le label des Plus Beaux Bourgs d'Italie. Deruta est jumelée avec la commune d'Aubagne (13) France, capitale des santons

## Culture
Lieu de naissance de l'organiste et compositeur Girolamo Mancini dit Diruta.
- Le Père éternel bénissant avec les saints Roch et Romain

## Administration
| Période                                  | Période | Identité | Étiquette | Qualité |
| ---------------------------------------- | ------- | -------- | --------- | ------- |
|                                          |         |          |           |         |
| Les données manquantes sont à compléter. |         |          |           |         |

### Hameaux
Casalina, Ripabianca, Castelleone, Pontenuovo, Sant'Angelo di Celle, San Nicolò di Celle

### Communes limitrophes
Bettona, Collazzone, Marsciano, Pérouse (Italie), Torgiano